# Élections municipales de 2014 à Saint-Denis (Seine-Saint-Denis)
Pour les articles homonymes, voir Élections municipales de 2014 à Saint-Denis.
Les élections municipales ont eu lieu les 23 et 30 mars 2014 à Saint-Denis, comme dans l'ensemble des communes françaises.

## Rappels historiques

### Résultat de l'élection de 2008
| Nom                        | Tête de liste         | Couleurs | Premier tour                             | Deuxième tour                            |
| -------------------------- | --------------------- | -------- | ---------------------------------------- | ---------------------------------------- |
| Liste de Rassemblement     | Didier Paillard       | PCF      | 6 757 voix (42,02 %) 17,7 % des inscrits | 7 876 voix 51,12 % 20 % des inscrits     |
| Mouvement Démocrate        | Claire O'Petit        | MoDem    | 1 200 voix - 7,46 % 3,1 % des inscrits   | Fusion UMP                               |
| Saint-Denis Citoyen        | Sophie Durand         | SE       | 1 284 voix - 7,98 % 3,4 % des inscrits   |                                          |
| Ensemble Pour Saint-Denis  | Xavier Ducos-Fonfrede | UMP      | 2 163 voix - 13,45 % 5,6 % des inscrits  | 2 814 voix - 18,27 % 7,4 % des inscrits  |
| Ensemble Pour Saint-Denis  | Georges Sali          | PS       | 3 630 voix - 22,57 % 9,5 % des inscrits  | 4 716 voix - 30,61 % 12,4 % des inscrits |
| Saint-Denis 100 % à gauche | Catherine Billard     | NPA      | 1 047 voix - 6,51 % 2,7 % des inscrits   |                                          |

Lors des élections municipales de 2008, le PS provoque une primaire au premier tour du 9 mars 2008, qu'il perdit face à la liste d'union de nombreuses forces de gauche, menée par le PCF. Il s'est néanmoins maintenu au second tour, alors que la liste UMP fusionnait avec celle du MoDem. Lors du second tour, la liste menée par le maire sortant Didier Paillard remporte l'élection au second tour par 51,12 % des exprimés face au PS et à la liste d'union UMP - MoDem, qui constituent l'opposition municipale pendant le mandat 2008-2014.
Le groupe d'opposition « PS & Partenaires » éclate début 2013, après l'exclusion du Parti socialiste de Georges Sali, qui avait appelé à voter Patrick Braouezec contre le candidat PS Mathieu Hanotin au second tour des législatives de juin 2012, en violation d'un accord départemental prévoyant le retrait du candidat de gauche arrivé second.

### Liste des maires successifs
La ville est gérée par des maires communistes depuis la Libération, même si elle l'était depuis (au moins) 1922 avec Jacques Doriot, avant qu'il ne soit exclu du PCF. Le communiste et futur résistant Fernand Grenier reconquiert la ville et le siège de député.

## Mode de scrutin
Le mode de scrutin à Saint-Denis est celui des communes de plus de 1 000 habitants : la liste arrivée en tête obtient la moitié, arrondie à l'entier supérieur des 55 sièges du conseil municipal, soit 28 élus. Les 27 sièges restants sont répartis à la proportionnelle à la plus forte moyenne entre toutes les listes ayant obtenu au moins 5 % des suffrages exprimés.
Un deuxième tour est organisé si aucune liste n'atteint la majorité absolue au premier tour. Seules les listes ayant obtenu aux moins 10 % des suffrages exprimés peuvent s'y présenter. Les listes ayant obtenu au moins 5 % des suffrages exprimés peuvent fusionner avec une liste présente au second tour.
Pour la première fois, les électeurs élisent également directement les représentants de la commune au conseil de l'intercommunalité, la communauté d'agglomération Plaine Commune pour Saint-Denis. Cette élection se fait également au scrutin proportionnel.
En conséquence, sur un seul et même bulletin figurent la liste des candidats au conseil municipal et celle des candidats au conseil communautaire (scrutin fléché).

## Contexte
À Saint-Denis, l'abstention est forte et la principale préoccupation de tous les candidats à la mairie est la mobilisation des électeurs. En 2008 Didier Paillard (conseiller municipal de 1977 à 1983, maire-adjoint de 1983 à 1991 puis premier adjoint au maire de 1991 à 2004) a été élu avec seulement 7 876 voix sur les 38 229 inscrits soit seulement 20 % des électeurs.
Par ailleurs, la dernière grande ville aux mains des communistes représente un enjeu national au vu de certaines alliances entre FDG et PS, et à la volonté attribuée à Claude Bartolone (ancien président du Conseil général), parfois présenté par ses détracteurs comme le « parrain » de la Seine-Saint-Denis, d'assurer la maîtrise du parti socialiste sur le département, ancien fief du parti communiste.
Après son exclusion du Parti socialiste, avec certains élus de son groupe, Georges Sali lance le Parti socialiste de gauche et dépose sa candidature aux municipales de 2014 avec le soutien de la conseillère municipale sortante MoDem Claire O'Petit.

## Polémiques

### Polémiques sur la liste électorale
En février 2014, des accusations sont portées par Didier Labaune (investi par le Front national) concernant l'inscription de 82 Roms roumains sur les listes électorales des citoyens européens. En mars, le candidat socialiste Mathieu Hanotin reprend cette accusation. Alors que la liste de résidents enregistrés par la mairie sur le campement "légal", installé en 2012 sur un terrain près de l'Hôpital Delafontaine, fait état de la présence de 76 personnes, 34 figurent sur la dernière version de la liste électorale. Mais 48 électeurs inscrits à cette adresse ne figurent pas sur la liste initiale des résidents, selon Mathieu Hanotin : « Cette vague d’inscription massive et concomitante, à quelques jours de la date limite, laisse supposer qu’une démarche groupée a été effectuée à des fins électoralistes. Si l’inscription est de droit pour tous les ressortissants de l'Union européenne domiciliés sur la commune, la demande, pour être valide, se doit, comme pour l’ensemble des citoyens, d’être volontaire et individuelle. Je suis bien évidemment favorable à la participation citoyenne la plus large au scrutin municipal qui s’annonce »,.
La position de Mathieu Hanotin, qui conteste en justice ces inscriptions, en accusant le PCF de fraude électorale, est fortement critiquée par l'équipe du maire sortant, ainsi que des associations qui dénoncent une forme de stigmatisation,.
Le recours est rejeté par le tribunal d'instance de Saint-Denis le 20 mars 2014, et Mathieu Hanotin annonce qu'il ne fera pas appel de ce jugement.

### Polémique sur les sondages
Un sondage, réalisé par téléphone du 7 au 10 mars 2014 auprès de 501 personnes par Polling Vox pour un bureau d'étude, ORGECO, et l'hebdomadaire « l'Hémicycle » est diffusé à Saint-Denis qui donnerait au premier tour Didier Paillard à 44 % des intentions de vote, Mathieu Hanotin à 34 %, Houari Guermat à 10 %, Georges Sali et Catherine Billard à 5 % et Philippe Julien à 2 %. Au second tour, la liste Paillard remporterait l'élection dans tous les cas, par 53 % contre 47 % en cas de duel avec Mathieu Hanotin, et par 46 % contre 38 % pour Mathieu Hanotin et 16 % pour Houari Guermat, en cas de triangulaire.
Cette information relayée par l'hebdomadaire para-municipal Le Journal de Saint-Denis est critiquée notamment par Mathieu Hanotin, qui dénonce un travail « réalisé dans des conditions fantaisistes »  pour un « bureau d'étude constitué en 1961 à l'initiative du parti communiste français, l'oubli d'un candidat » [Stanislas Francina], ou le « très faible échantillon de 501 personnes », annonce saisir la commission des sondages. Georges Sali met également en cause l'effectif insuffisant des sondés et estime qu'un sondage n'est représentatif que s'il concerne au moins 850 personnes, tout en s'interrogeant sur l'intention des commanditaires (ORGECO étant lié au PCF) et l'invraisemblance des résultats qui donnent la gauche cumulée à 90 % dans la ville. Houari Guermat « juge les résultats "un peu biaisés", mais le classement des résultats plutôt conforme à la réalité. « Je ferai un meilleur score et le PS beaucoup moins », estime-t-il ».
L'auteur du sondage, la société Polling Vox, n'est créé qu'en septembre 2013 par Jérôme Sainte-Marie. Celui-ci est néanmoins l'ancien directeur des biens connus instituts de sondage BVA opinion et CSA Opinion, et affirme que le sondage a été réalisé dans des conditions normales pour un sondage d'élection municipale, et explique qu'il a été organisé avant que ne soit connue la candidature de Stanislas Francina.

## Contexte électoral
L'élection voit s’affronter au premier tour le PCF et le PS, suscitant l'intérêt de la presse nationale,. Selon France Inter, Mathieu Hanotin voudrait même faire tomber les barons locaux tandis que le PCF tente de stopper la volonté d'hégémonie socialiste sur le département. Alors, la Ville de Saint-Denis qui est dirigée par le PCF depuis l'après guerre, le PS espère la poursuite des évolutions électorales de la ville, qui ont vu la défaite du communiste sortant Ronan Kerrest en 2008 sur le canton de Saint-Denis-Sud face à Mathieu Hanotin, la non-élection de Didier Paillard pour les sénatoriales de 2011 et la défaite de Patrick Braouezec aux législatives de 2012 pour la deuxième circonscription.
Le conseiller municipal Didier Labaune (ex-UMP), investi par le Front national, n'a pas réussi à constituer une liste. Mr Labaune déclare souhaiter «l’éradication de l’équipe Paillard. (...) Je n’ai pas d’affinité pour M.Hanotin, mais en cas de cancer, peu m’importe que le chirurgien soit socialiste. »

### Enjeux
La ville pourrait être perdue par le PCF ce qui serait une première depuis la fin de la Seconde Guerre mondiale. L'intervention nationale la plus virulente a été celle de Jean-Luc Mélenchon au micro de Jean-Jacques Bourdin le 28 janvier 2014 sur BTM TV-RMC. M. Mélenchon y a déclaré qu'un candidat voulait leur [aux communistes] « piquer » la ville...
Le candidat PS Mathieu Hanotin reçoit de nombreux soutiens de ministres, comme Christiane Taubira, Arnaud Montebourg, Victorin Lurel, Benoît Hamon ou de Claude Bartolone, ancien président du Conseil général et actuel président de l'Assemblée nationale,, cherchant à profiter de la cote de popularité de ces personnalités politiques et établissant également l'enjeu national que souhaite donner ce candidat à ce scrutin local. Il est également soutenu par des élus socialistes locaux, comme Michel Fourcade, maire de Pierrefitte-sur-Seine et son suppléant à l'Assemblée nationale, Stéphane Troussel président du Conseil général de Seine-Saint-Denis et Bruno Le Roux, député de la première circonscription de la Seine-Saint-Denis (qui comprend notamment le sud de la ville) et président du groupe socialiste à l'Assemblée Nationale.
Ville la plus peuplée de la Communauté d'agglomération Plaine Commune, Saint-Denis désigne 16 des 72 conseillers communautaires et présente donc un enjeu important dans la gouvernance d l'agglomération. En novembre 2013, la Chambre régionale des comptes dresse un rapport sur la gestion de Plaine commune relevant tenue des comptes déficiente et une situation financière risquant de se détériorer du fait d'un fort endettement,. Saint-Denis étant la 3e ville la plus peuplée de la petite couronne après Paris et Boulogne-Billancourt, elle est un enjeu dans la gouvernance de la future Métropole du Grand Paris avec ses 5 futurs conseillers métropolitains.
Bien que Houari Guermat (UDI) ait obtenu l'investiture de l'UMP, Stanislas Francina présente une candidature dissidente à droite avec la participation de la conseillère municipale Évelyne Nicol.

## Problématiques locales
L'emploi est une problématique importante dans une ville où 22 % de la population active est au chômage, ce qui représente deux fois plus que la moyenne nationale (11,7 % selon INSEE, et 16,5 % pour le Département, en 2009). Cette question implique une démarche de qualification des jeunes (47,2 % des habitants ont moins de 30 ans dans la ville, contre 43,6 % dans le département) de Saint-Denis car selon l'INSEE, en 2009 seuls 35,2 % des habitants de la ville possèdent le baccalauréat ou un diplôme de l'enseignement supérieur, et 36 % ne sont titulaires d'aucun diplôme, contre, respectivement, 37,5 % et 29,2 % en Seine-Saint-Denis.
La question de la formation des habitants est donc un enjeu important pour la commune, puisque 25 000 emplois ont été créés depuis l'an 2000 dans le quartier de La Plaine Saint-Denis, le plus souvent par transfert d'entreprises et faute de qualifications[réf. nécessaire], ce qui n'a que peu profité aux populations locales, mais ce sujet ne relève pas principalement des compétences d'une commune.
La Charte entreprise-territoire  est mise en place par la communauté d'agglomération Plaine Commune en 2005, en présence de Patrick Braouezec (Président de Plaine Commune et ancien maire de Saint-Denis), Francis Dubrac et Joëlle le Mouël (sous-préfète de Seine-Saint-Denis). Elle est signée par 107 entreprises représentant plus de 40 000 emplois aurait néanmoins contribué au recrutement local de 4 400 salariés du territoire communautaire depuis sa signature.
L'insécurité est un autre thème majeur. Selon le Figaro, la ville serait la plus violente du département, même si la fiabilité des statistiques de la délinquance est régulièrement mise en cause. Le constat de l'insécurité est néanmoins partagé par la plupart des candidats, qui proposent souvent un important renforcement de la police municipale voire le retour d'une police de proximité, pour obtenir plus de moyens de l'État ou d'installer une vidéosurveillance. Cette problématique est souvent relevée par les salariés, notamment de La Plaine Saint-Denis ainsi que par les dionysiens.
La réforme des rythmes scolaires, qui n'a pas été mise en œuvre dès la rentrée 2013, est également un sujet relevé par la liste Hanotin.
Le candidat sortant insiste sur la qualité de son bilan, qui aurait fait de la ville « le pôle le plus dynamique de l'Île-de-France », critique la « volonté hégémonique du PS » et soutient que, « le 23 mars, le choix de société se fera entre une ville libérale des spéculateurs du Grand Paris et une ville populaire où chacun a sa place », et préconise de poursuivre l'effort de construction de logements accessibles à tous
L'attractivité du centre-ville et de son tissu commercial est un enjeu relevé par l'ensemble des candidats, ainsi que la gestion des nombreux nœuds de communication que compte la ville avec ses 2 autoroutes (A86 et A1), ses 2 RER (RER B et RER D), ses 3 tramways, le T1, T5 et T8 (mis en service le 16 décembre 2014) et ses 2 métros (ligne 12 et ligne 13), dont les différents candidats comptent bien améliorer l'insertion dans le tissu urbain, réduire les problèmes d'insécurité en améliorant le déplacement des habitants et salariés.
La propreté est une problématique relevée par tous les candidats, dans une ville qui voit passer des flux de populations et de voitures importants chaque jour.

## Candidats

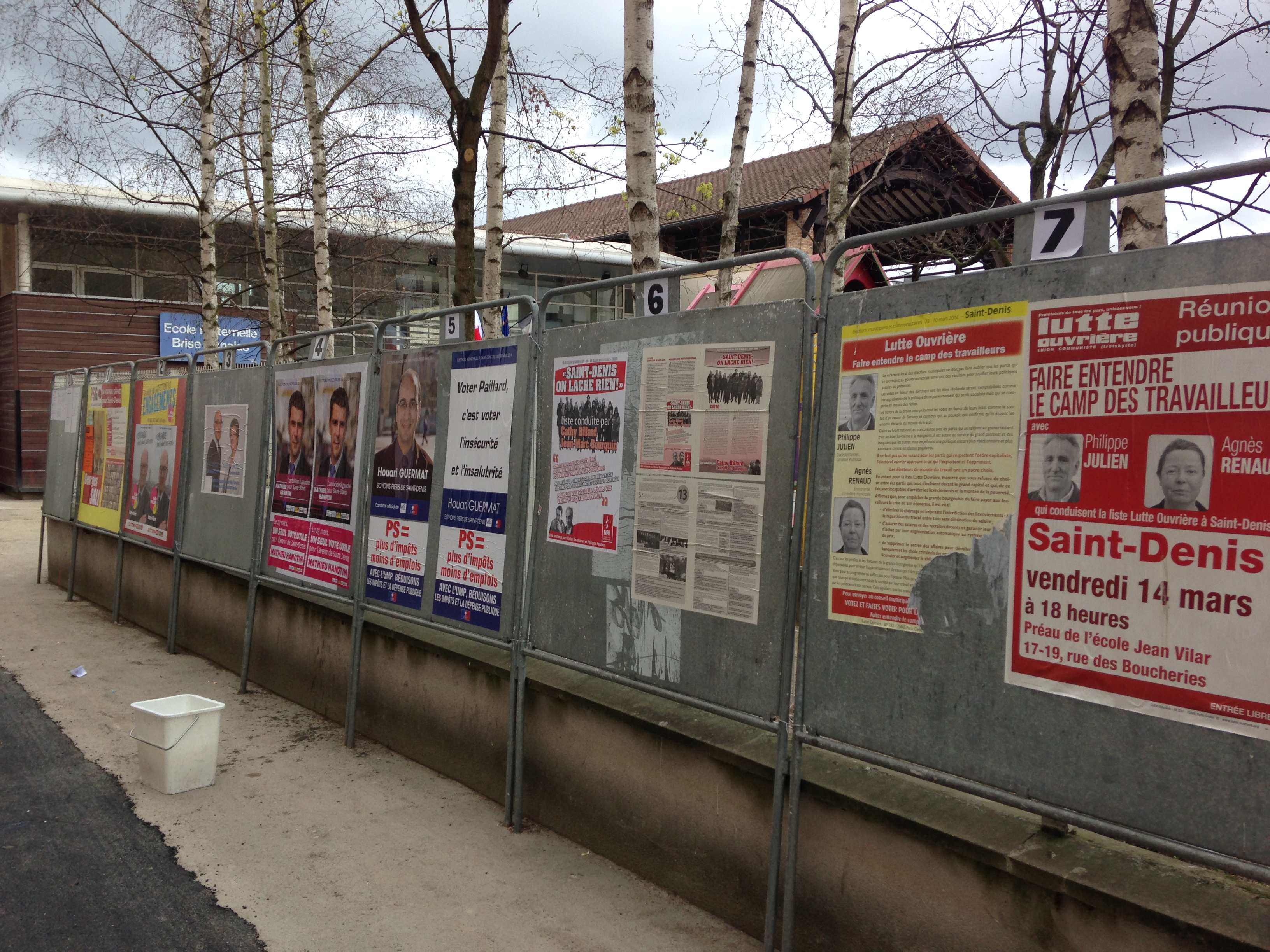
Les sept panneaux électoraux du premier tour devant le bureau de vote de l'école Brise-Echalas.

Les listes de candidats enregistrés par la préfecture pour le 1er tour sont :
| Nom                                                     | Tête de liste      | Couleurs                                 |
| ------------------------------------------------------- | ------------------ | ---------------------------------------- |
| Un nouveau départ pour Saint-Denis                      | Georges Sali       | PSG                                      |
| Ensemble, nous sommes Saint-Denis                       | Didier Paillard    | PCF - EELV - FdG - Parti de gauche - MRC |
| Réussir à Saint-Denis                                   | Stanislas Francina | UMP dissident                            |
| Mathieu Hanotin, l'ambition à gauche pour Saint-Denis   | Mathieu Hanotin    | PS - PRG - MGC - Saint-Denis Écologie    |
| Soyons fiers de Saint-Denis                             | Houari Guermat     | UDI - UMP                                |
| Saint-Denis, on lâche rien                              | Catherine Billard  | NPA                                      |
| Lutte ouvrière, faire entendre le camp des travailleurs | Philippe Julien    | LO                                       |

## Résultats

### Des résultats serrés
Dans une ville parmi les abstentionnistes d’Île-de-France (58,16 %), la droite s’effondre (deux candidats en dessous de 10 %) à l’inverse du reste du département. Le premier tour permet à Didier Paillard d'arriver en tête, quoiqu'avec un avec score inférieur à celui de 2008, en l'emportant dans les bureaux de vote des quartiers Floréal et Francs-Moisins qui avaient donné leurs suffrages à François Hollande en 2012. La liste du maire fusionne avec la liste de Georges Sali (PSG) qui a obtenu 7,7 % des voix. À cette occasion, les colistiers du Parti de gauche sont exclus de la liste Paillard et appellent à voter blanc, même si leur fédération départementale maintient son soutien à la liste. Avec près de 6 points de retard, la liste de Mathieu Hanotin ne reçoit aucun renfort. La liste UDI-UMP de Houari Guermat n'atteint pas les 10 % indispensables pour se maintenir, concurrencée par la liste divers droite de Stanislas Francina. Le premier tour est également marqué par l'erreur sur les bulletins de vote de la liste UDI - UMP qui rendent une des deux versions du bulletin non conforme.
Au second tour, la liste de Didier Paillard l'emporte de justesse de 181 voix (50,49 % des suffrages).
Selon le responsable de l'hebdomadaire Journal de Saint-Denis : « Je n’avais jamais vu une campagne aussi intense. Il y a eu 200, 300 mecs mobilisés de chaque côté, les uns avec des écharpes roses, les autres avec des K-way… Et beaucoup, beaucoup de tracts, de meetings, de porte-à-porte. Les affiches ont été collées et recollées sans cesse… » Si Hanotin n’est plus en tête dans les quartiers populaires des Francs-Moisins et Floréal, contrairement à la législative de 2012, il confirme son implantation en centre-ville, dans le quartier Gare et dans le quartier résidentiel de Pleyel. Sa campagne a impressionné : « Qu’il gagne ou qu’il perde, Hanotin a vraiment installé le PS dans la ville. C’était « à l’américaine ». Il tape dans les mains en arrivant dans un meeting, les militants ont des panneaux, des boudins pour applaudir… ». Pour Hanotin : « En campagne, il faut bien faire les choses, avec de belles lumières, une ambiance sympathique. Mais ça permet de parler politique et d’être écouté. »

### Tableaux de résultats
|                          |                    |                |              |              |             |             |        |  |  |
| Tête de liste            | Tête de liste      | Liste          | Premier tour | Premier tour | Second tour | Second tour | Sièges |  |  |
| Tête de liste            | Tête de liste      | Liste          | Voix         | %            | Voix        | %           | Sièges |  |  |
|                          | Didier Paillard *  | FG-EELV-MRC    | 6 868        | 40,22        | 9 209       | 50,49       | 42     |  |  |
|                          | Georges Sali       | DVG            | 1 322        | 7,74         | 9 209       | 50,49       | 42     |  |  |
|                          | Mathieu Hanotin    | PS             | 5 858        | 34,30        | 9 028       | 49,50       | 13     |  |  |
|                          | Houari Guermat     | UMP-UDI        | 1 500        | 8,78         |             |             |        |  |  |
|                          | Stanislas Francina | UMP diss.      | 699          | 4,09         |             |             |        |  |  |
|                          | Catherine Billard  | NPA            | 468          | 2,74         |             |             |        |  |  |
|                          | Philippe Julien    | LO             | 363          | 2,13         |             |             |        |  |  |
|                          |                    |                |              |              |             |             |        |  |  |
| Inscrits                 | Inscrits           | Inscrits       | 43 200       | 100,00       | 43 200      | 100,00      |        |  |  |
| Abstentions              | Abstentions        | Abstentions    | 25 125       | 58,16        | 23 846      | 55,20       |        |  |  |
| Votants                  | Votants            | Votants        | 18 075       | 41,84        | 19 354      | 44,80       |        |  |  |
| Blancs et nuls           | Blancs et nuls     | Blancs et nuls | 997          | 5,52         | 1 117       | 2,59        |        |  |  |
| Exprimés                 | Exprimés           | Exprimés       | 17 078       | 94,48        | 18 237      | 42,22       |        |  |  |
| * Liste du maire sortant |                    |                |              |              |             |             |        |  |  |